# Hydroptila abbotti
Hydroptila abbotti är en nattsländeart som beskrevs av Dudley Moulton och Harris 1997. Hydroptila abbotti ingår i släktet Hydroptila och familjen smånattsländor. Inga underarter finns listade i Catalogue of Life.